# 粟津線
粟津線（日语：／）是一條連接石川縣小松市粟津溫泉站至新粟津站之間的鐵路線。當初此線是一條馬車鐵路，主要由當地溫泉旅館經營者營運，後來經由溫泉電軌經營，最後由北陸鐵道營運。在1962年（昭和37年），全線被廢除。
此線與山中線與動橋線等路線統稱加南線。

## 路線數據
- 路線距離（營業距離）：3.4公里
- 軌距：1067毫米
- 車站數目：4座（包含起終點站）
- 雙線區間：沒有（全線單線）
- 電氣化區間：全線

## 歷史
- 1911年（明治44年）3月5日 粟津軌道 粟津（即後來的粟津溫泉）至符津（即後來的新粟津）之間開業（軌距：762毫米）。
- 1913年（大正2年）11月16日 路線轉讓給溫泉電軌。
- 1916年（大正5年）2月16日 改軌距並電氣化。
- 1943年（昭和18年）10月13日 與（舊）北陸鐵道和溫泉電軌等公司合併，北陸鐵道成立。成為北陸鐵道粟津線。
- 1945年（昭和20年）4月1日 此站由從軌道法管轄轉變為由地方鐵道法管轄。
- 1962年（昭和37年）11月23日 全線廢除。
  - 由於國道8號需要進行擴寬工程，因此決定把路線廢除。此舉使沿線住民強烈反對，當時還組織糾察隊阻止施工。

## 車站列表
車站名稱和所在地取自廢除一刻。所有車站都在石川縣。
圖例
列車交會 … Ｖ：可進行交會、｜：不可進行交會
| 中文站名 | 日文站名 | 英文站名   | 站間營業距離 | 累計營業距離 | 接續路線                 | 列車交會 | 所在地         |
| -------- | -------- | ---------- | ------------ | ------------ | ------------------------ | -------- | -------------- |
| 粟津溫泉 |          | Awazuonsen | -            | 0.0          | 北陸鐵道：連絡線         | Ｖ       | 小松市粟津町   |
| 林站     |          | Hayashi    | 1.6          | 1.6          |                          | ｜       | 小松市林町     |
| 下粟津   |          | Shimoawazu | 0.5          | 2.1          |                          | ｜       | 小松市下粟津町 |
| 新粟津   |          | Shinnawazu | 1.4          | 3.5          | 國鐵：北陸本線（粟津站） | ｜       | 小松市符津町   |

## 注腳
1. ↑  根據白土貞夫（日语：白土貞夫）介紹，該處為粟津溫泉站「紀錄在明信片上的溫泉電軌」《鐵道畫刊》No.701

## 相關項目
- 廢線